# 全般性不安障害
全般性不安障害（ぜんぱんせいふあんしょうがい、generalized anxiety disorder, GAD）は、過度で制御できない、多くは理由なき不安のために日常生活に多大な影響を及ぼしている、不安障害の一種 である。診断には、症状は最低6か月以上継続しており、かつ社会的・職業的・その他の面で不全を及ぼしている必要がある。
任意の年において、米国のおよそ680万人の成人と、欧州人口の2%が、GADを経験している。GADは男性より女性に2倍多い病気である。本人に薬物乱用歴があり、かつ家族にGAD歴がある場合には罹患は一般的である。一度GADが発症すると、それは慢性的になりやすいが、適切な治療によって管理または完治することが可能である。具体的な治療法については、「全般性不安障害#管理」を参照。

## 定義
精神医学的障害の一種である。

## 症状
DSM-IVの基準では以下を満たす必要がある。
1. 仕事や学業、将来、天災、事故、病気などのさまざまな出来事または活動について、過剰な不安と心配がある。しかし、その原因は特定されたものではない。
2. 不安や心配を感じている状態が6ヶ月以上続いており、不安や心配がない日よりある日のほうが多い
3. 不安や心配は、次の症状のうち3つ以上の症状を伴っている。
  - そわそわと落ち着かない、緊張してしまう、過敏になってしまう
  - 疲れやすい
  - 倦怠感
  - 動悸・息切れ
  - めまい・ふらつき感
  - 集中できない、心が空白になってしまう
  - 刺激に対して過敏に反応してしまう
  - 頭痛や肩こりなど筋肉が緊張している
  - 眠れない又は熟睡した感じがない

## 原因

### 薬物
長期間のベンゾジアゼピン使用は不安を悪化させる。ベンゾジアゼピンの減量は、不安症状の軽減につながる証拠がある。同様に、アルコールの長期使用は不安障害に関連付けられている。長期間の断酒が不安症状の改善につながるという証拠がある。
1988〜1990年に、イギリスの精神病院にて、精神保健サービスを受けているパニック障害、社交不安障害のような不安障害をもつ患者について調査を行った。その結果、半数がアルコールやベンゾジアゼピン依存であった。これらの患者について、不安症状は最初の離脱の段階で悪化したが、ベンゾジアゼピンやアルコールの断薬・断酒によって消失した。ベンゾジアゼピンやアルコール依存となる前の不安は、依存によって維持され、更に悪化させる方向に進んでいった。ベンゾジアゼピンからの回復はアルコールからの回復よりも時間を要する傾向にある。しかし彼らは以前の健康を取り戻すことができる。

## 疫学
イギリスでのGAD生涯経験率は5.7%ほど。
全般性不安障害の患者数はパニック障害の患者数より3〜4倍多いとされ、1000人に64人くらいが経験すると報告されており、まれな病気ではないと言える。不安障害のなかでは一般的で発症は10代半ばが多いが、精神科にはかなりの時を経て受診するケースが多い。原因はわかっていないが遺伝的要因や神経質の性格、現在のストレス状態や自律神経の障害などが発症の影響だと言われている。

## 管理
はじめに併発疾患、うつ病性障害、その他不安障害、薬物乱用、医学的状態、精神疾患既往歴などをアセスメントする。GADと他の疾患（うつ病やその他疾患）を併発している場合は、まず併発疾患の治療を先に行わなければならない。薬物乱用・依存が見られる場合は、そちらの治療を先に行わなければならない。
英国国立医療技術評価機構(NICE)のGADガイドラインでは、第一段階では低強度の心理療法を挙げており、以下から患者好みのものを選択する。
- 個人単位で、施設以外によるセルフヘルプ。CBT理論に基づく読み物など。
- 個人単位での支援つきセルフヘルプ。訓練を受けた医療者によって支援される。
- CBT理論に基づく集団精神教育。患者12人あたり1人の医療者を配置すべきである。

これらが効果を示さない場合には、高強度の個人単位心理療法、または薬物療法を行う。それらも効果を示さない場合、専門チームへ紹介すべきである。

### 心理療法
認知行動療法、動機づけ面接などの心理療法が存在する。

#### 認知行動療法
メタアナリシスにより、認知行動療法は症状改善に有効と認められている。認知行動療法において、「思考や心配は自分の頭の中で作り出されるもので、現実ではない」ということに患者が気づけるよう支援したり（認知への働きかけ）、心配と関係のない楽しい活動を行いそこに注意を向けられるようサポートしたり（行動への働きかけ）することが重要である。
また、曝露療法を通じて、「不安な状況を回避するといった回避行動をとらなくても、心配事は実際には起こらない」という事実を学べるよう患者を支援することも、非常に有効である。加えて、マインドフルネスの技法を用いて、未来や過去の不安な事柄ではなく現在の事柄に注意を向けて今を生きることができるよう患者をサポートしたり、アクセプタンスの技法を用いて、曝露療法をスムーズに行えるよう患者を支援したりすることもある。
曝露療法（行動実験的要素を含む）を行うのは、回避行動（悪い出来事につながると恐れている行動をしないこと。例：死亡記事を読むと愛する妻が死んでしまうかもしれないため、死亡記事を読まない）や心配行動（悪い結末が起こらないようあらかじめ心配すること。例：夫が無事に帰宅できるかどうか私が心配していれば、彼は無事に帰宅できるだろう）をすることで、回避行動や心配行動をしたおかげで恐れている出来事が起こらなかったという認知が強化されてしまい、それが症状の維持につながってしまうためである。そこで治療者は、回避行動や心配行動をやめることができるようサポートし、患者が「回避行動をとらなくても恐れている出来事が起こらない・心配行動と実際の出来事との間に関連性がない」という事実を体感して恐怖感を軽減できるよう支援する。
さらに、注意シフトトレーニングも有効である。これは、頭の中（想像の世界）の心配事に向いていた注意を、頭の外（現実の世界）の出来事に向け直していくサポートをする技法である。たとえば、趣味の活動を行って、その活動やその際に感じる感覚に注意を向けてもらうことで、不安感が軽減する場合がある。
不安やうつ病の人は、正しい決断を下すのに苦労することがよくある。研究によれば、全般性不安障害不安やうつ病の人は、間違いではなく過去の成功に焦点を合わせれば、判断は改善される可能性がある。うつ病や不安、またはいずれかの一般的な症状を持っている人々は、変化に追いつくのに苦労しており、したがって、より間違った選択をしたことを発見した。うつ病や不安のある人は自分が間違ったことに集中し、別の間違いをすることを心配するのに対し、障害のない人は過去の選択をより良いものにするためのガイダンスとして使用した。研究者たちは、認知行動療法のような治療は、不安やうつ病のある人、そして意思決定に苦労している人は、失敗ではなく過去の成功に集中することを学ぶことで、より自信を得るのに役立つ可能性があると指摘した。過度の心配や将来について気分が悪いなどの不安やうつ病の症状を示したが、臨床的に診断されなかった人々でも、過去の成功に焦点を当てることで、より良い意思決定を行うことができる。

### 薬物療法
患者が薬物療法を選択した場合、第一選択肢はSSRIを提案し、これが効果を示さない場合、その他のSSRIまたはSNRIを検討する。その場合は、副作用、SSRI離脱症候群、自殺リスクについて検討すべきである。30歳以下にSSRIまたはSNRIを処方する場合、患者に自殺リスク・自傷リスクについて警告すべきである。
患者がSSRIとSNRIに認容できない場合、プレガバリンが検討できる。GADに対して、プライマリケアにおいては抗精神病薬を処方してはならない。

#### ベンゾジアゼピン
ベンゾジアゼピンは即効性の抗不安薬であり、GADやその他の不安障害に用いられている。しかしながら、長期間の使用では副作用があるため、FDAは短期的な使用(6-12週)に限って承認した。世界不安学会では、耐性、精神障害、認知記憶障害、身体的依存、ベンゾジアゼピン離脱症候群が形成されるため、ベンゾジアゼピンの長期使用を推奨していない。副作用には、眠気、運動能力の低下、平衡感覚問題などがある。
英国国立医療技術評価機構(NICE)の診療ガイドラインは、短期間の危機介入使用を除いてベンゾジアゼピンを処方してはならないとしている。
カナダ精神医学会(CPA)のガイドラインでは、ベンゾジアゼピンは、2種類以上の抗うつ薬治療が成功しなかった場合の第二選択としてのみ限定し推奨している。しかしその際でも、ベンゾジアゼピンは重度の不安や動揺を和らげるための期間を限定しての使用にするとしている。
スウェーデン医療製品庁は、不安の薬物療法には薬物依存のリスクのためベンゾジアゼピンを避けるべきだとしている。デンマーク保健省の依存性薬物処方ガイドラインでは、全般性不安障害、パニック障害、不安障害の第一選択肢は抗うつ薬である。依存性があるため、ベンゾジアゼピンの処方は非薬物療法などそれ以外全てで治療できない場合のみに限定され、処方期間は4週間が目処であり、長期間の治療は避けなければならないとしている。